# Vrádište
Vrádište je naseljeno mjesto u okrugu Skalica u Trnavskom kraju u Slovačkoj.

## Stanovništvo
| Godina:     | 1993. | 2003.    | 2013.    | 2023.   |
| ----------- | ----- | -------- | -------- | ------- |
| Broj ljudi: | 594   | 687      | 779      | 846     |
| Razlika:    |       | +15,65 % | +13,39 % | +8,60 % |

| Godina:     | 2022. | 2023.   |
| ----------- | ----- | ------- |
| Broj ljudi: | 829   | 846     |
| Razlika:    |       | +2,05 % |

Prema podacima o broju stanovnika iz 2023. godine naselje je imalo 846 stanovnika.

## Vanjske poveznice
|  | Zajednički poslužitelj ima još gradiva o temi Vrádište |

- Službena stranica naselja (sl.)